# Sone Aluko
Omatsone 'Sone' Aluko (Londen, 19 februari 1989) is een Nigeriaans voetballer die doorgaans als aanvaller speelt. Hij tekende in augustus 2017 een contract tot medio 2021 bij Reading, dat hem overnam van Fulham. Aluko debuteerde in 2009 in het Nigeriaans voetbalelftal.

## Clubcarrière

### Birmingham City
Aluko werd geboren in Londen maar leefde het grootste deel van zijn jeugd in Birmingham. Daar doorliep hij vanaf zijn achtste verjaardag de jeugdopleiding van Birmingham City FC. Uiteindelijk stroomde Aluko door naar het eerste elftal. Hij werd voor de eerste keer in de selectie opgenomen voor een wedstrijd tegen Arsenal FC in oktober 2005. Zijn debuut maakte hij op 28 augustus 2007 in een League Cupwedstrijd tegen Hereford United FC.

### Aberdeen(1)
Vanaf eind augustus 2007 tot januari 2008 werd Aluko verhuurd aan het Schotse Aberdeen FC. Hij maakte zijn debuut voor Aberdeen op 25 oktober 2007 in een UEFA Cupwedstrijd tegen Panathinaikos FC. Zijn eerste doelpunt scoorde hij al de week nadien in een de wedstrijd tegen Dundee United FC (2-0 winst). Toen de huurperiode afliep werd beslist om de huur te verlengen tot het einde van het seizoen.

### Blackpool
Aluko werd in augustus 2008 voor een maand gehuurd van Birmingham. Op 9 augustus 2008 speelde hij zijn enige wedstrijd (tegen Bristol City FC).

### Aberdeen (2)
Op 1 september 2008 tekende Aluko een contract voor drie seizoenen bij Aberdeen. Aluko won de prijs van 'Jonge speler van de maand november 2008'. Hij speelde meer dan tachtig wedstrijden voor Aberdeen. In juli 2011 liep zijn contract bij Aberdeen ten einde.

### Hull City
Op 25 juli 2012 tekende Aluko een tweejarig contract bij Hull City. Hij debuteerde op 18 augustus 2012 tegen Brighton & Hove Albion FC. Op 1 september 2012 scoorde hij zijn eerste doelpunt voor de club tegen Bolton Wanderers. Op 4 mei 2013 speelde Hull City gelijk bij kampioen Cardiff City. Doordat concurrent Watford verloor bij Leeds United, verzekerde Hull City zich via de tweede plaats van promotie naar de Premier League. De laatste keer dat Hull City actief was op het hoogste niveau was in het seizoen 2009-2010. Met acht doelpunten uit 23 wedstrijden had Aluko een groot aandeel in het behalen van de promotie. Alleen Robert Koren (negen doelpunten) scoorde vaker. Als invaller stond Aluko met Hull City AFC in de finale van de strijd om de FA Cup 2014, die de ploeg van trainer-coach Steve Bruce met 3-2 verloor van Arsenal.

## Interlandcarrière
Aluko speelde in de jeugd verschillende wedstrijden voor de Engelse nationale ploeg (U-17, U-18 en U-19).
In mei 2009 was Aluko opgeroepen voor de Nigeriaanse nationale ploeg. Met de steun van zijn familie aanvaardde hij het aanbod. Hij maakte zijn debuut op 29 mei 2009 in een vriendschappelijke interland tegen Ierland.

## Familie
Aluko's oudere zus, Eniola, speelt ook professioneel voetbal en speelde meermaals voor de Engelse nationale ploeg.